# 盧安迪
盧安迪（1994年6月24日—）（英語：Andy Loo）是香港資優生，作家及專欄作家，自2012年起於《大公報》、《灼見名家》等香港媒體撰文，於2016年起成為《信報》專欄作家。

## 學術經歷
盧安迪生于香港，小學就讀高主教學校，在4年級轉至聖保羅男女中學附屬小學，中學讀聖保羅男女中學，曾就讀美國普林斯頓大學數學系，目前就讀史丹佛大學經濟學博士及法學博士(JD)課程。

## 研究和奖项
盧安迪在他17歲時，在香港科技大學數學系李健賢教授 （页面存档备份，存于）的指導下，發表質數數論學術研究論文《On the Primes in the Interval [3n, 4n] （页面存档备份，存于）》。
他曾獲得尤德爵士紀念基金獎，並在第五十三屆國際數學奧林匹克中奪到銀獎
。
他曾國際數學奧林匹克香港委員會成員及香港聯校數學學會教師顧問，並為普林斯頓大學自由意志主義學會 Princeton Libertarians 創會主席。2015年因維護言論自由及學術自由的工作而獲全美學者協會（National Association of Scholars）選入高等教育十大最具影響力人物。

## 著作
- Andy Loo, On the primes in the interval [3n,4n] （页面存档备份，存于）, International Journal of Contemporary Mathematical Sciences, volume 6, number 38, pages 1871-1882, 2011.
- 《學而反思: 教育之我見》 信報出版社有限公司
- 《自由的國度──普林斯頓尖子看美國》 信報出版社有限公司
- 《自由的國度2──STEM教育與美國》  信報出版社有限公司

## 家庭
盧安迪的父親為盧健生，和记黄埔INQ Mobile大中华区的总裁。
盧安迪母親是法國文學博士

## 媒體報道
- 升學無疆界 EP30 科目 --- 數學科 (美國、英國、香港) （页面存档备份，存于）
- 盧安迪曾為補習導師古德麟Dr Koopa Koo學生（页面存档备份，存于）

## 外部連接
- 盧安迪的新浪微博
- 盧安迪 新浪教育 （页面存档备份，存于）
- 灼見名家 - 盧安迪 （页面存档备份，存于）